# 1953 Rupertwildt
1953 Rupertwildt este un asteroid din centura principală, descoperit pe 29 octombrie 1951 de Goethe Link Obs..